# Sečoveljske soline
Sečoveljske soline este o arie protejată (arie de protecție specială avifaunistică — SPA) din Slovenia întinsă pe o suprafață de 892,04 ha, integral pe uscat.

## Localizare
Centrul sitului Sečoveljske soline este situat la coordonatele 45°29′04″N 13°35′38″E / 45.4845°N 13.5939°E.

## Înființare
Situl Sečoveljske soline a fost declarat arie de protecție specială avifaunistică în aprilie 2004 pentru a proteja 16 specii de animale.

## Biodiversitate
Situată în ecoregiunea continentală, aria protejată nu include niciun habitat protejat.
La baza desemnării sitului se află mai multe specii protejate de  păsări (16): fâsă-de-câmp (Anthus campestris), prundăraș de sărătură (Charadrius alexandrinus), egretă albă (Egretta alba), egretă mică (Egretta garzetta), cufundar polar (Gavia arctica), cocor (Grus grus), piciorong (Himantopus himantopus), pescăruș argintiu (Larus cachinnans), pescăruș-cu-cap-negru (Larus melanocephalus), Phalacrocorax aristotelis desmarestii, flamingo roz (Phoenicopterus roseus), ploier auriu (Pluvialis apricaria), ciocântors (Recurvirostra avosetta), chiră mică (Sterna albifrons), chiră de baltă (Sterna hirundo), chiră de mare (Sterna sandvicensis).